# ضحى الدبس
ضحى الدبس  (15 يوليو 1960 -)، ممثلة سورية.

## حياتها
بدأت مسيرتها الفنية بعام 1985 وهو العام نفسه الذي انضمت فيه إلى نقابة الفنانين، أول مسلسلاتها كان «الوسيط» وتحدثت خلاله باللغة العربية الفصحى. وقدمت العديد من المسلسلات التلفزيونية الناجحة الذي برز فيها اسمها.
ولدت في بلدة القُرَيَّة ومنها فهد بلان، فريد الأطرش، أسمهان، سلطان باشا الأطرش من الطائفة الدروزية في مدينة السويداء ودرست في مدارسها وبعد حصولها على الشهادة الثانوية سجلت في جامعة دمشق في كلية الهندسة المعمارية إلا أنها وبعد افتتاح المعهد العالي للفنون المسرحية قامت بالتسجيل بالمعهد وترك كلية الهندسة. تخرجت من المعهد العالي للفنون المسرحية وعملت كمعيدة لمدة سنتين في قسم التمثيل.
شاركت في العديد من الأعمال التاريخية والكوميدية وكان لها مشاركات مميزة على المسرح. ذكرت ضحى الدبس أنها عانت في طفولتها من فوبيا التصوير وكانت تتجنب إلى حد كبير التقاط الصور واستمرت معها القصة حيث أنها في كل مرة تقف غيها أمام الكاميرا تشعر برهبة كبيرة وكأنها أول مرة.

### حياتها الأسرية
متزوجة من الممثل جهاد الزغبي ولهما ابنتان هن لوتس وتوليب.

## من أعمالها

### في السينما
- زهرة الرمان (2001)
- الطحين الأسود (2001)
- الخوافي والقوادم في نصرة الإسلام (2009) بدور "أم الفضل"
- الليل الطويل (2009)
- روداج (2010)
- طعم الليمون (2011)
- مريم (2012)
- حبل سري (2018)

### في البرامج
- عائلتي (1993)

### في التلفزيون
- دائرة النار (1988) بدور "لمياء"
- غضب الصحراء (1989) بدور "سُليمة"
- شجرة النارنج (1989) بدور "وفاء"
- البناء 22 (1990) بدور "سميرة"
- هجرة القلوب إلى القلوب 1991) بدور "سالمة"
- البديل 1992) بدور "فريال"
- أبو كامل الجزء الثاني 1993) بدور "صبحية"
- أشياء تشبه الفرح 1993) بدور "غفران مشرفة المعمل"
- العنوان القديم (1994) سهرة تلفزيونية
- الحصاد المر (1995)
- عدالة الصحراء (1996)
- أهلا جدي (1999)
- بقايا صور (1999) بدور "قمر الزمان"
- جواد الليل (1999)
- سيرة آل الجلالي (1999) بدور "أنيسة"
- قصص الغموض (2000) بدور "مريم / ضيفة حلقة 4"
- كان ياما كان 4 (2000) بدور "ضيفة شرف"
- ورود في تربة مالحة  (2002) بدور "أم هديل"
- الوصية (2002)
- ذكريات الزمن القادم (2003) بدور "خالده"
- مرايا 2003  (2003)
- عشنا وشفنا  (2004)
- الموءدة (2004)
- الشمس تشرق من جديد (2005) بدور "سلوى"
- مرايا 2006 (2006)
- القضية 6008 (2006) بدور "ضيفة الشرف"
- الإنتظار (2006) بدور "أم أسعد"
- على حافة الهاوية (2007) بدور "عفاف"
- بهلول أعقل المجانين (2007)
- فجر آخر (2007)
- جنون العصر (2007) بدور "أم عمر"
- الحصرم الشامي 2 (2007) بدور "أم حبسة"
- جريمة بلا نهاية (2007) بدور "سهير"
- جمال الروح (2008) بدور "سعاد"
- رائحة المطر  (2008) بدور "أم سليم"
- بقعة ضوء 6  (2008)
- عندما تتمرد الأخلاق  (2008)
- الحصرم الشامي 2  (2008) بدور "أم عبدالوهاب"
- رياح الخماسين  (2008)
- حارة ع الهوا  (2008)
- أهل الغرام 2  (2008)
- ليس سرابا  (2008) بدور "نورا"
- من غبر ليه  (2008)
- نساء من البادية  (2008)
- حياة أخرى  (2009)
- شتاء ساخن (2009)
- أصوات خافتة (2009) بدور "وداد"
- تحت المداس (2009) بدور "أم جمال"
- قلوب صغيرة (2009) بدور "أم أحمد"
- قلبي معكم (2009) بدور "فيحاء"
- طريق النحل (2009) بدور "تمثيل"
- صراع المال (2009) بدور "أم صلاح"
- هي دنيتنا (2010)
- الصندوق الأسود  (2010)
- الحب الأولاني  (2010)
- أهل الراية 2  (2010)
- لعنة الطين  (2010)
- أبو خليل القباني  (2010)
- الخبز الحرام  (2010) بدور "افتكار"
- قيود روح  (2010)
- البقعة السوداء  (2010)
- أسعد الوراق  (2010)
- وراء الشمس  (2010) بدور "كوثر - أم نضال"
- الخربة  (2011) بدور "نفجة"
- تعب المشوار (2011)
- مرايا 2011 (2011)
- طالع الفضة (2011) بدور "أم عريز"
- المصابيح الزرق (2012)
- الشبيهة  (2012)
- رفة عين  (2012)
- الانفجار  (2013)
- مرايا 2013 (2013)
- حائرات (2013)
- سكر وسط (2013)
- زمن البرغوت 2 (2013) بدور "أم وضاح"
- بواب الريح (2014)
- الحقائب (ضبوا الشناتي) (2014) بدور "فيحاء- ام عادل"
- طوق البنات  (2014) بدور "أم عماد"
- طوق البنات 2  (2015) بدور "أم عماد"
- غدا نلتقي  (2015)
- علاقات خاصة  (2015) بدور "وفاء- أم سوسن"
- العراب  (2015) بدور "أمل"
- خاتون  (2016)
- دومينو  (2016)
- عابروا ضباب  (2016)
- أحمر  (2016) بدور "أم رشا- ضيفة شرف"
- لست جارية  (2016)
- الرابوص  (2017)
- وردة شامية   (2017) بدور "أم حاتم"
- مذكرات عشيقة سابقة   (2017)
- خاتون 2 (2017) بدور "أم فهد"
- أهل الغرام 3   (2017) بدور "والدة منى"
- شبابيك   (2017)
- ضبو الشناتي (2018)
- عروس بيروت (2019) بدور" أميرة"
- البقعة السوداء(2020

## روابط خارجية
- ضحى الدبس على موقع قاعدة بيانات الأفلام العربية